# أوفه زيلر
أوفه زيلر (بالألمانية: Uwe Seeler) (5 نوفمبر 1936 - 21 يوليو 2022) في هامبورغ، ألمانيا، لاعب كرة قدم ألماني دولي سابق، كان يلعب بمركز مهاجم في منتخب ألمانيا الغربية لكرة القدم ويعد أحد القادة الخمسة الوطنيين في تاريخ كرة القدم الألمانية إلى جانب فريتز فالتير ولوثار ماثيوس وبتينا ويغمان وفرانز بيكنباور.
بدأ زيلر مسيرته الكروية في سنة 1944 مع نادي هامبورغ، بقي معهم حتى سنة 1978، مسجلا 134 هدفا في البودنسليجا من 269 مباراة، وقد سجل 21 هدف في 29 مباراة أوروبية، لعب في آخر موسم له مع نادي كورك سيلتيك.
لعب زيلر مع فريق ألمانيا الغربية لكرة القدم 72 مباراة دولية وسجل 43 هدفاً دولياً، شارك في بطولات كأس العالم التي لعب فيها بيليه (من دون أن يلتقي منتخباهما في تلك البطولات)، كما لعب في بطولات كأس العالم لكرة القدم 1958، و1962، و1966، و1970.

## روابط خارجية
- أوفه زيلر على موقع IMDb (الإنجليزية)
- أوفه زيلر على موقع ألو سيني (الفرنسية)
- أوفه زيلر على موقع قاعدة بيانات الأفلام السويدية (السويدية)
- أوفه زيلر على موقع ديسكوغز (الإنجليزية)
- أوفه زيلر على موقع قاعدة بيانات الفيلم (الإنجليزية)
- أوفه زيلر على موقع كينوبويسك (الروسية)
- أوفه زيلر على موقع الاتحاد الدولي (مؤرشف)  (الإنجليزية)
- أوفه زيلر على موقع الاتحاد الأوربي (الإنجليزية)
- أوفه زيلر على موقع إي إس بي إن إف سي (الإنجليزية)
- أوفه زيلر على موقع قاعدة بيانات كرة القدم.إي يو (الإنجليزية)
- أوفه زيلر على موقع ناشيونال فوتبول تيمز (الإنجليزية)
- أوفه زيلر على موقع Soccerbase.com (لاعب) (الإنجليزية)
- أوفه زيلر على موقع Soccerway.com (الإنجليزية)
- أوفه زيلر على موقع عالم كرة القدم.نت (الإنجليزية)